# Leuctra marani
Leuctra marani är en bäcksländeart som beskrevs av Raušer 1965. Leuctra marani ingår i släktet Leuctra och familjen smalbäcksländor. Inga underarter finns listade i Catalogue of Life.